# Deal (Nova Jersey)
Deal és una població dels Estats Units a l'estat de Nova Jersey. Segons el cens del 2007 tenia 1.047 habitants.

## Demografia
Segons el cens del 2000, Deal tenia 1.070 habitants, 434 habitatges, i 289 famílies. La densitat de població era de 338,6 habitants/km².
Dels 434 habitatges en un 19,8% hi vivien nens de menys de 18 anys, en un 56,2% hi vivien parelles casades, en un 7,1% dones solteres, i en un 33,2% no eren unitats familiars. En el 29% dels habitatges hi vivien persones soles el 13,6% de les quals corresponia a persones de 65 anys o més que vivien soles. El nombre mitjà de persones vivint en cada habitatge era de 2,46 i el nombre mitjà de persones que vivien en cada família era de 3,02.
Per edats la població es repartia de la següent manera: un 20,5% tenia menys de 18 anys, un 7,9% entre 18 i 24, un 21,9% entre 25 i 44, un 23% de 45 a 60 i un 26,7% 65 anys o més.
L'edat mediana era de 45 anys. Per cada 100 dones de 18 o més anys hi havia 94,7 homes.
La renda mediana per habitatge era de 58.472 $ i la renda mediana per família de 65.313 $. Els homes tenien una renda mediana de 57.857 $ mentre que les dones 27.813 $. La renda per capita de la població era de 38.510 $. Aproximadament el 7,8% de les famílies i l'11,2% de la població estaven per davall del llindar de pobresa.

## Poblacions més properes
El següent diagrama mostra les poblacions més properes.

## Personalitats il·lustres
- Ashley Tisdale. Cantant, actriu i productora de cinema.
- Patti Scialfa. Cantant, membre de l'E Street Band.